# 下埠头天后宫
下埠头天后宫位于中国浙江省衢州市衢江区樟潭街道樟树潭村下埠头自然村，坐南朝北，北临衢江，正对樟树潭古渡（又称下埠头码头），建于清嘉庆八年（1803）。因樟潭位于乌溪江与衢江汇合处，曾为古代衢江边最负盛名的木材集散地，樟树潭村亦古时木行盛行，商贾云集，故有来衢经商的福建商人在此出资建造妈祖庙供人祭拜，1950年后曾用作樟潭小学、化肥门市部等。
建筑由前厅（内侧设戏台）、中厅、后厅及偏殿（坐东朝西，自后厅西次间经过廊进入）组成，前厅、中厅和后厅均面阔三间，偏殿面阔五间两层，均为硬山顶，大门外墙为牌坊式砖石结构，其明间二楼有“天后宫”三个楷书砖雕大字，次间上方分别题“河清”、“海晏”，中厅供天后塑像，后厅悬天后画像。旧时逢农历三月二十三妈祖诞辰日在此举行庙会。

## 另外参考
- 下埠头天后宫，衢州市衢江区人民政府，文物保护单位 （页面存档备份，存于）